# Hans Herz (Journalist)
Hans Herz, eigentlich Hans Samson Herz (* 27. August 1892 in Berlin-Kreuzberg; † 31. Mai 1962 in Berlin-Neukölln), war ein deutscher Zeitungsjournalist und Hörfunkjournalist beim RIAS und Sender Freies Berlin sowie Berliner Regierungssprecher.

## Leben und Wirken
Er wurde in Kreuzberg geboren und wuchs dort im bürgerlichen Milieu auf. Seine Familie war jüdischer Herkunft. Beide Eltern, sein Vater Albert Herz (1851–1903) und seine Mutter Elise Herz (1869–1920), gaben bei seiner Geburt beim Standesamt ihre mosaische Religion an. Sie traten jedoch zum evangelischen Glauben über. Sie ließen ihre Söhne Hans und Rudolf (* 20. Januar 1894; † unbekannt in Schönefeld) ebenfalls christlich taufen. Sein Vater betrieb als Kaufmann eine Wäscherei. Es war ein liberales, jedoch monarchistisches Elternhaus.
Er absolvierte das Wilhelms-Gymnasium in Berlin-Tiergarten. Bei Beginn des Ersten Weltkriegs 1914 meldete er sich 22-jährig freiwillig als Soldat. Er nahm an den Kämpfen bei Verdun und an der Marne teil. Er gehörte anfangs als Artilleriebeobachter zu einer Luftschiffabteilung. Herz wurde zweimal mit dem Luftschiff abgeschossen, erlitt aber keine größeren Verletzungen. Nach einem Giftgaseinsatz wurde er wegen Atemwegserkrankungen zur Infanterie versetzt. Er erlitt schwere Beinverletzungen. Das Kriegsende erlebte er in Berlin als Soldat der Verpflegungsversorgung beim 4. Garde-Regiment zu Fuß in Kreuzberg. In der Zeit der Novemberrevolution gehörte er 1918–19 einem Soldatenrat an. Er war für Republik und Demokratie, aber gegen eine Räterepublik nach kommunistischem Vorbild. Das führt zum Eintritt in das Freikorps Reinhard (Freiwilligen-Regiment Reinhard). Dieses war an der Niederschlagung des Spartakusaufstands und den Märzkämpfen 1919 beteiligt, aber der Schilderung seines Sohnes Hanns-Peter zufolge nahm Herz nicht an aktiven Kämpfen teil. Er verließ das Freikorps Ende 1919, dessen politische Tendenz zu rechtskonservativen und rechtsradikalen Strömungen er nicht teilte, kehrte ins Zivilleben zurück und fand eine Anstellung als Bürokorrespondent in der Verwaltung der Cigarettenfabrik Muratti GmbH in Berlin-Kreuzberg.
Durch Kriegs- und Revolutionserlebnis politisiert, wollte er nun aber Journalist werden. 1920 wurde er Redakteur bei der Tageszeitung Neue Zeit – das illustrierte Berliner Morgenblatt in Berlin-Charlottenburg. 1921 wechselte er als Redakteur zum liberalen Großverlag Ullstein. Dort arbeitete er vor allem für den Ullstein-Dienst – Auslandsdienst der Ullstein A.-G., einer internen Nachrichtenagentur, die die Zeitungen des Pressekonzerns mit internationaler Berichterstattung versorgte. Er koordinierte beispielsweise die Berichterstattung über die internationalen Konferenzen und den Genfer Völkerbund.
Er wohnte in Charlottenburg. Am 7. April 1923 heiratete er die Kontoristin (kaufmännische Angestellte) Henriette Adelheid Johanna Wartmann, genannt Johanna-Henni (* 12. April 1900 in Magdeburg–Buckau; † 18. Juli 1973 in Berlin-Neukölln). Sie heirateten standesamtlich in Berlin-Lichtenberg, wo sie wohnte. Das Paar zog bald in die moderne Hufeisensiedlung in Berlin–Britz, wo es den größten Teil seines Lebens verbrachte und wo Hans Herz auch starb. Am 21. Juni 1927 wurde sein Sohn Hanns-Peter Friedrich Albert Herz († 1. September 2012) geboren, der wie beide Eltern evangelisch getauft wurde. Er sollte als Rundfunkjournalist beim RIAS, SPD-Politiker und als Berliner Regierungssprecher in die Fußstapfen seines Vaters treten.
Als Sozialdemokrat und als Journalist jüdischer Herkunft („Rassejude“) wurde er durch das nationalsozialistische Schriftleitergesetz von einer Mitgliedschaft in der Reichspressekammer und Reichsschrifttumskammer ausgeschlossen. Als das Gesetz 1934 in Kraft trat, bedeutete dies ein Berufsverbot als Redakteur, und Herz verlor seine Stelle beim Ullstein-Verlag.
Bis 1936 war er Partner des Journalisten Wilhelm Emil Schröder, zuvor Redakteur der Spandauer SPD-Tageszeitung Volksblatt für Spandau und Osthavelland, im Verlag Der Auslandsspiegel (auch: Der Ausland-Spiegel). Der Verlag, zunächst in Spandau, später in der Wilhelmstraße 42 in Mitte, war eine Art Pressebüro, welches ausländischen Korrespondenten und Zeitungen unzensierte Reden nationalsozialistischer Politiker und Funktionäre beschaffte. 
Herz wurde als Sekretär des evangelischen Hilfswerks Gustav-Adolf-Verein (heute: Gustav-Adolf-Werk) in Berlin tätig. Unter der Leitung des Generalsuperintendenten, Bischof Otto Dibelius, der 1939 zum Rücktritt gezwungen wurde, arbeitete Herz in Lichterfelde an den gegen das Regime gerichteten Untergrundpublikationen der Bekennenden Kirche Preußens.
Außerdem verdiente Herz seinen Lebensunterhalt als Handelsvertreter für künstliche Blumen, die er entwarf, herstellen ließ und verkaufte. Er erhielt für seine Kreationen Gebrauchsmusterschutz, der jedoch später aberkannt wurde. Im Zuge der Herausdrängung der Juden aus der Wirtschaft 1938–39 wurde die Tätigkeit als Handelsvertreter unmöglich. Ein Auswanderungsversuch in die USA um 1938/39 scheiterte. Während der Kriegsjahre lebte Herz zeitweise bei anderen Familien in Berlin und im ländlichen Sachsen-Anhalt zur Untermiete, um seine eigene Familie vor Übergriffen der Gestapo zu schützen.
Im Juni 1945 wurde er Pressereferent und Pressesprecher des Berliner Oberbürgermeisters Artur Werner. Der von der sowjetischen Militärregierung eingesetzte Magistrat war von Kommunisten dominiert. Dies führte zu Konflikten, so dass er die Stellung aufgab. Er wechselte als Leiter der Nachrichtenredaktion zur SPD-Tageszeitung Das Volk, die 1945 eine sowjetische Lizenz erhalten hatte. Die Zwangsvereinigung von SPD und KPD zur Sozialistischen Einheitspartei (SED) führte dazu, dass die Zeitung im SED-Zentralorgan Neues Deutschland aufging. Herz verließ die Redaktion.
Herz wurde am 7. Januar 1946 einer der ersten 80 deutschen Beschäftigten des Drahtfunks im Amerikanischen Sektor (DIAS), aus dem im September 1946 der Rundfunk im Amerikanischen Sektor (RIAS) werden sollte. Herz wurde Mitglied der Nachrichtenredaktion, wo er unter anderem die tägliche Presseschau verantwortete. Er initiierte die Sendereihe „Berliner Forum“, nach der auch eine gleichnamige Zeitschrift mit Beiträgen Prominenter publiziert wurde. Er wirkte auch als Kommentator. Im August 1948 wurde er politischer Chefredakteur und Hauptabteilungsleiter Politik des Senders.
1953 wurde der öffentlich-rechtliche Sender Freies Berlin (SFB) gegründet. Herz wurde politischer Kommentator und stellvertretender Chefredakteur. Er schied am 31. Dezember 1957 wegen Erreichung der Altersgrenze aus. Sein Nachfolger wurde Eberhard Schütz.
Er lebte mit seiner Frau zuletzt in der Britzer Hufeisensiedlung in der Hanne Nüte 89. Er starb am 30. Mai 1962 im Städtischen Krankenhaus in Berlin–Buckow.